# Kewaunee, Wisconsin
Kewaunee este o localitate, municipalitate și sediul comitatului omonim, Kewaunee, statul Wisconsin, Statele Unite ale Americii.